# Formigueret d'espatlles grogues
El formigueret d'espatlles grogues (Euchrepomis sharpei) és una espècie d'ocell de la família dels tamnofílids (Thamnophilidae).

## Hàbitat i distribució
Habita la selva pluvial dels Andes al sud-est de Perú i oest de Bolívia.